# Salacia pachyphylla
Salacia pachyphylla är en benvedsväxtart som först beskrevs av John Miers, och fick sitt nu gällande namn av Johann Joseph Peyritsch. Salacia pachyphylla ingår i släktet Salacia och familjen Celastraceae. Inga underarter finns listade.